# Tossicità equivalente
La tossicità equivalente, in italiano simboleggiata comunemente con TEQ, è una grandezza tossicologica che esprime la concentrazione di una sostanza nociva in termini di quantità equivalente a un composto standard. In pratica, la TEQ esprime il quantitativo di un tossico come concentrazione della sostanza di riferimento in grado di generare i medesimi effetti tossici. La TEQ è in relazione con l'effettiva concentrazione di una data sostanza tramite il fattore di equivalenza tossica (TEF, toxic equivalency factor), parametro adimensionale che moltiplicato per la concentrazione effettiva fornisce la TEQ.
Esemplificando, un grammo di sostanza A che è tossica il doppio di un'altra B, ha la stessa "tossicità equivalente" di due grammi di sostanza B.
La tossicità equivalente è di comune utilizzo per quantificare le diossine e i composti correlati o assimilati (come i furani). Anche i limiti di legge moderni relativi alle emissioni di queste sostanze legate ad attività antropica utilizzano l'unità di misura espressa comunemente in ng/Nm3 (nanogrammi su metro cubo a condizioni normali) di tossicità equivalente alla tetracloro-dibenzo-p-diossina. L'Organizzazione Mondiale della Sanità ha identificato 17 policloro-dibenzo-p-diossine/policloro-dibenzofurani e 12 policlorobifenili tossici assegnando loro un fattore di equivalenza tossica internazionale relativo alla tetracloro-dibenzo-p-diossina (TCDD), la più potente tra le diossine. Per questo le normative ambientali hanno progressivamente esteso i limiti secondo tossicità equivalente e le rilevazioni delle emissioni tossiche secondo la norma UNI EN 1948-2006 considerano solo queste 17 sostanze e non tutte le 210 diossine tossiche e non tossiche, il che permette un diretto confronto della tossicità di emissioni diverse e quindi l'imposizione di limiti di legge efficaci.